# Fato contábil
Fato contábil é aquele que provoca modificação no Patrimônio da entidade, sendo, por isso, objeto de contabilização através de conta patrimonial ou conta de resultado, podendo ou não alterar o Patrimônio Líquido.
O conceito é igual ao de fato administrativo, porém que não se confunda, pois todo fato administrativo é contábil, mas nem todo fato contábil é administrativo. Como por exemplo, a ocorrência de um incêndio no estoque. Sua perda não é decorrente da vontade da gestão administrativa, mas produzirá uma variação patrimonial. Ou seja, o fato contábil comprova não somente a existência de um fato administrativo, mas também de outros fatos supervenientes, como as contingências.
Igualmente como os fatos administrativos, os fatos contábeis podem ser:
- permutativos, qualitativos ou compensativos: representam trocas entre elementos ativos, passivos ou ambos, sem provocar variações no montante do Patrimônio Líquido, ou, ainda, trocas internas entre elementos do Patrimônio Líquido;

- modificativos ou quantitativos: provocam variações no Patrimônio Líquido;

- mistos: envolvem um fato permutativo e um modificativo, simultaneamente.